# Georg Zschornack
Georg Zschornack (obersorbisch Jurij Čornak; * 23. November 1934 in Neudörfel; † 25. Februar 2015) war ein sorbischer Ingenieurökonom, Unternehmer und Politiker (DBD und FDP).

## Ausbildung und Beruf
Zschornack absolvierte von 1949 bis 1952 eine Müllerlehre in Dreikretscham. An der Müllerfachschule Dresden wurde er bis 1954 zum Müllermeister ausgebildet. Anfang der 1970er-Jahre studierte er Ingenieurökonomie an der Agraringenieurschule Bautzen.
Von 1952 bis 1959 arbeitete er als Müller im elterlichen Betrieb in Zescha. Von 1960 bis 1988 war er Leiter des Kraftfuttermischwerks im VEG Tierproduktion Königswartha und von 1988 bis 1990 Direktor des VEG Tierproduktion Gaußig. Seit 1990 war er Inhaber bzw. Mitinhaber der Kraftfutterwerk Zescha GmbH.

## Politik
Zschornack gehörte seit 1960 der Demokratischen Bauernpartei (DBD) an. Von 1960 bis 1990 war er deren Ortsvorsitzender in Zescha sowie Mitglied der Gemeindevertretung Neschwitz. Von 1988 bis 1990 war er Vorsitzender der DBD im Kreis Bautzen.
Im März 1990 wurde Zschornack im Wahlkreis Dresden für die DBD in die Volkskammer gewählt. Im Zuge der Auflösung der DBD im August 1990 schloss er sich der FDP an. Im Oktober 1990 gehörte er zu den 144 Abgeordneten, die von der Volkskammer in den Bundestag entsandt wurden. Dem Bundestag gehörte er bis Dezember 1990 an.